# Distretto di Hlohovec
Il distretto di Hlohovec (in slovacco: okres Hlohovec) è uno dei 79 distretti della Slovacchia, situato nella regione di Trnava (Slovacchia occidentale).
Fino al 1918, il distretto ha fatto parte della contea ungherese di Nitra.

## Geografia antropica
Il distretto è composto da 2 città e 22 comuni:

### Città
- Hlohovec
- Leopoldov

### Comuni
- Bojničky
- Červeník
- Dolné Otrokovce
- Dolné Trhovište
- Dolné Zelenice
- Dvorníky
- Horné Otrokovce
- Horné Trhovište
- Horné Zelenice
- Jalšové
- Kľačany

- Koplotovce
- Madunice
- Merašice
- Pastuchov
- Ratkovce
- Sasinkovo
- Siladice
- Tekolďany
- Tepličky
- Trakovice
- Žlkovce